# شوبمان جيل
لقد ظهر لأول مرة في القائمة A ضد Vidharbha في عام 2017 وظهوره الأول من الدرجة الأولى مع فريق البنجاب ضد البنغال في كأس رانجي 2017–18، في أواخر عام 2017، مع نصف قرن في اللعبة، و129 نقطة في المباراة الأخيرة ضد الخدمات. . ظهر لأول مرة دوليًا مع فريق الكريكيت الهندي في يناير 2019.